# رقم المفوضية الأوروبية
رقم المفوضية الأوروبية (بالإنجليزية: The European Community number  ومختصره: EC Number)‏ هو رمز تعريفي مكون من 7 أرقام حددته المفوضية الأوروبية للمواد لأغراض تنظيمية في الاتحاد الأوروبي. تتضمن جرودات المفوضية الأوروبية 3 قوائمة أو مصادر، وهي:
- القائمة الأوروبية للمواد الكيميائية التجارية الموجودة (بالإنجليزية: European Inventory of Existing Commercial chemical Substances)‏، ومختصرها (EINECS)
- القائمة الأوروبية للمواد الكيميائية المبلغ عنها (بالإنجليزية: European List of Notified Chemical Substances)‏، ومختصرها (ELINCS)
- قائمة NLP (بالإنجليزية: NLP list)‏

## الرقم
يكتب الرقم بالصيغة العامة التالية: (NNN-NNN-R) حيث أن R هو رقم تحقق [الإنجليزية]، بينما يمثل N أرقام صحيحة.
يحسب رقم التحقق بواسطة طريقة الرقم الدولي المعياري للكتاب لحساب رقم التحقق. هذه الطريقة تستعمل حسابيات نمطية كما في المعادلة التالية:
{\displaystyle R=(N_{1}+2N_{2}+3N_{3}+4N_{4}+5N_{5}+6N_{6})\mod 11}
إذا كانR يساوي 10, فإن استعمال رقمين غير وارد في رقم المفوضية الأوروبية. للتوضيح، رقم المفوضية الأوروبية لمادة ديكساميتازون هو 200-003-9. N1 يساوي 2، N2 إلى N5 تساوي 0، أما and N6 يساوي 3.
{\displaystyle {\frac {2+2\!\times \!0+3\!\times \!0+4\!\times \!0+5\!\times \!0+6\!\times \!3}{11}}={\frac {20}{11}}=1+{\frac {9}{11}}}
النتيجة 9، وهي رقم التحقق.
هنالك مجموعة لـ181 رقم في القائمة الأوروبية للمواد الكيميائية التجارية الموجودة (وهي تبدأ بالرقم 4)، ونتيجة المعادلة أعلاه كانت 10، لكن رقم التحقق المعتمد هو 1.

## جرودات المفوضية الأوروبية
تتضمن جرودات المفوضية الأوروبية 3 قوائمة أو مصادر، هذه الجرودات ثابتة ورسمية.
| الجرد                                                          | الصيغة              | عدد المدخلات |
| -------------------------------------------------------------- | ------------------- | ------------ |
| القائمة الأوروبية للمواد الكيميائية التجارية الموجودة (EINECS) | 2xx-xxx-x 3xx-xxx-x | 100102       |
| القائمة الأوروبية للمواد الكيميائية المبلغ عنها (ELINCS)       | 4xx-xxx-x           | 4381         |
| قائمة NLP                                                      | 5xx-xxx-x           | 703          |

## أرقام القائمة
تطبق الوكالة الأوروبية للمواد الكيميائية صيغة رقم المفوضية الأوروبية فيما يسمى برقم القائمة. عيّن هذا الرقم بواسطة قواعد تسجيل وتقييم وترخيص وتقييد المواد الكيميائية. لم تعتمد هذه الأرقام بشكل قانوني ولم تكن رسمية أبدأ لأنها لم تنشر في الجريدة الرسمية للاتحاد الأوروبي. أرقام القائمة وسيلة إدارية يجب عدم استعمالها لأي غرض رسمي.
| Scope | Format    |
| --- | --------- |
| محدد ذاتيا، كما يحدث في عملية قبل تسجيل رقم تسجيل المركب الكيميائي                                                                     |           |
| يعين بعد استفسارات فريق الوكالة الأوروبية للمواد الكيميائية                                                                            | 7xx-xxx-x |
| محدد ذاتيا، وهو يحدث للمواد التي عرفت بواسطة رقم تسجيل المركب الكيميائي (استمرارا مع سلسلة 6xx-xxx-x)                                  | 8xx-xxx-x |
| محدد ذاتيا، مثلما يحدث في عملية قبل تسجيل بدون رقم تسجيل المركب الكيميائي أو معرفات رقمية أخرى (ويشمل كذلك مواد تضم أكثر من مكون واحد) | 9xx-xxx-x |